# Remco Evenepoel
Remco Evenepoel (Schepdaal, 25 gennaio 2000) è un ciclista su strada belga che corre per la Soudal Quick-Step.
Nel 2018 ha vinto i campionati nazionali, europei e mondiali sia a cronometro che in linea nella categoria juniores. Professionista dal 2019, possiede caratteristiche da passista-scalatore, ed ottime capacità da cronoman. In carriera si è aggiudicato la classifica generale alla Vuelta a España 2022, due edizioni della Liegi-Bastogne-Liegi (2022 e 2023), tre edizioni della Classica di San Sebastián (2019, 2022 e 2023). Nel 2019 si è laureato campione europeo e vicecampione del mondo a cronometro. Nel 2022 si è laureato Campione del mondo vincendo la prova in linea a Wollongong, in Australia e nel 2023 ha centrato anche il titolo mondiale nella prova a cronometro a Glasgow. Nel 2024 ha vinto la medaglia d'oro sia nella prova in linea sia a cronometro ai Giochi olimpici 2024 di Parigi, diventando il primo atleta maschile nella storia ad aggiudicarsi l'oro sia a cronometro che in linea in un'edizione dei giochi olimpici, ed ha bissato il titolo mondiale nella cronometro a Zurigo.

## Carriera

### Gli esordi e il dominio tra gli juniores

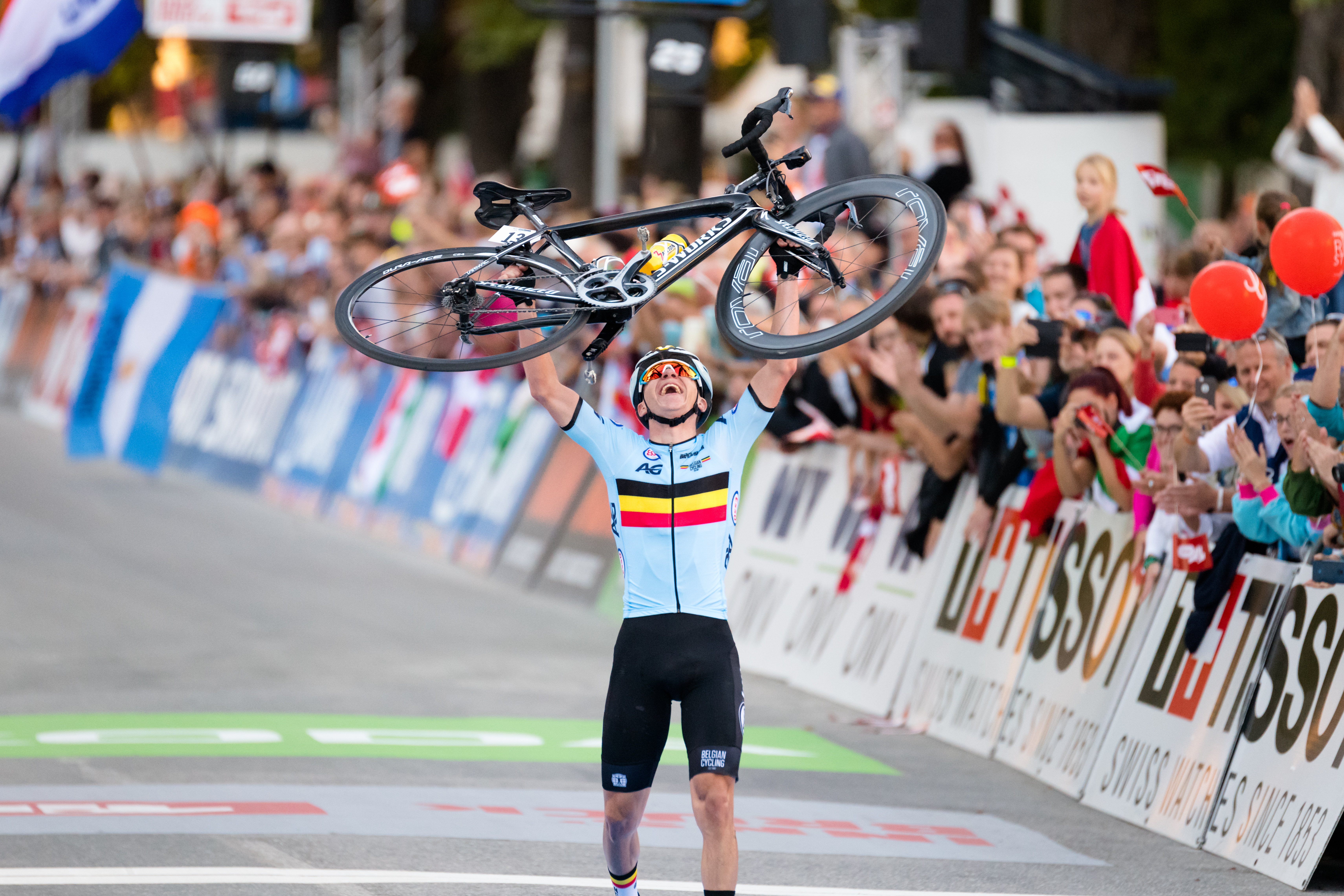
Evenepoel taglia per primo il traguardo, alzando la bici con le braccia, al Mondiale Juniores nel 2018.

Figlio di Patrick Evenepoel, ciclista professionista dal 1991 al 1994, Remco inizia la sua carriera sportiva come calciatore, giocando principalmente nel ruolo di terzino sinistro. All'età di cinque anni si unisce all'Anderlecht. All'età di undici anni passa all'Accademia giovanile del PSV Eindhoven, per poi ritornare all'Anderlecht all'età di quattordici anni. Tra il 2014 e il 2016 colleziona 4 presenze e una marcatura nella nazionale belga Under15 e 5 presenze nella nazionale Under16, arrivando a indossare la fascia di capitano in una partita ufficiale contro la nazionale Under 16 del Portogallo. Nel gennaio 2017 passa all'Under-19 del KV Mechelen, ritirandosi dal calcio giocato nel aprile dello stesso anno a causa di infortuni. Dal 2017 inizia la sua carriera nel ciclismo.
Nella stagione 2018, correndo nella categoria Juniores, vince il titolo mondiale sia in linea sia a cronometro (primo corridore juniores a riuscirci nella storia) a Innsbruck, oltre ai titoli di campione europeo sia in linea sia a cronometro. Durante la stagione vince anche importanti gare del calendario internazionale di categoria come la Corsa della Pace, il Trophée Centre Morbihan, il Grand Prix Général Patton (tutte e tre valide per la Coppa delle Nazioni UCI) e il Giro della Lunigiana.
Nel settembre 2018 è annunciato il suo passaggio al professionismo con la formazione World Tour Deceuninck-Quick Step (già Quick-Step Floors), diretta da Patrick Lefevere, a partire dal 2019.

### 2019: il titolo europeo a cronometro e la prima medaglia mondiale

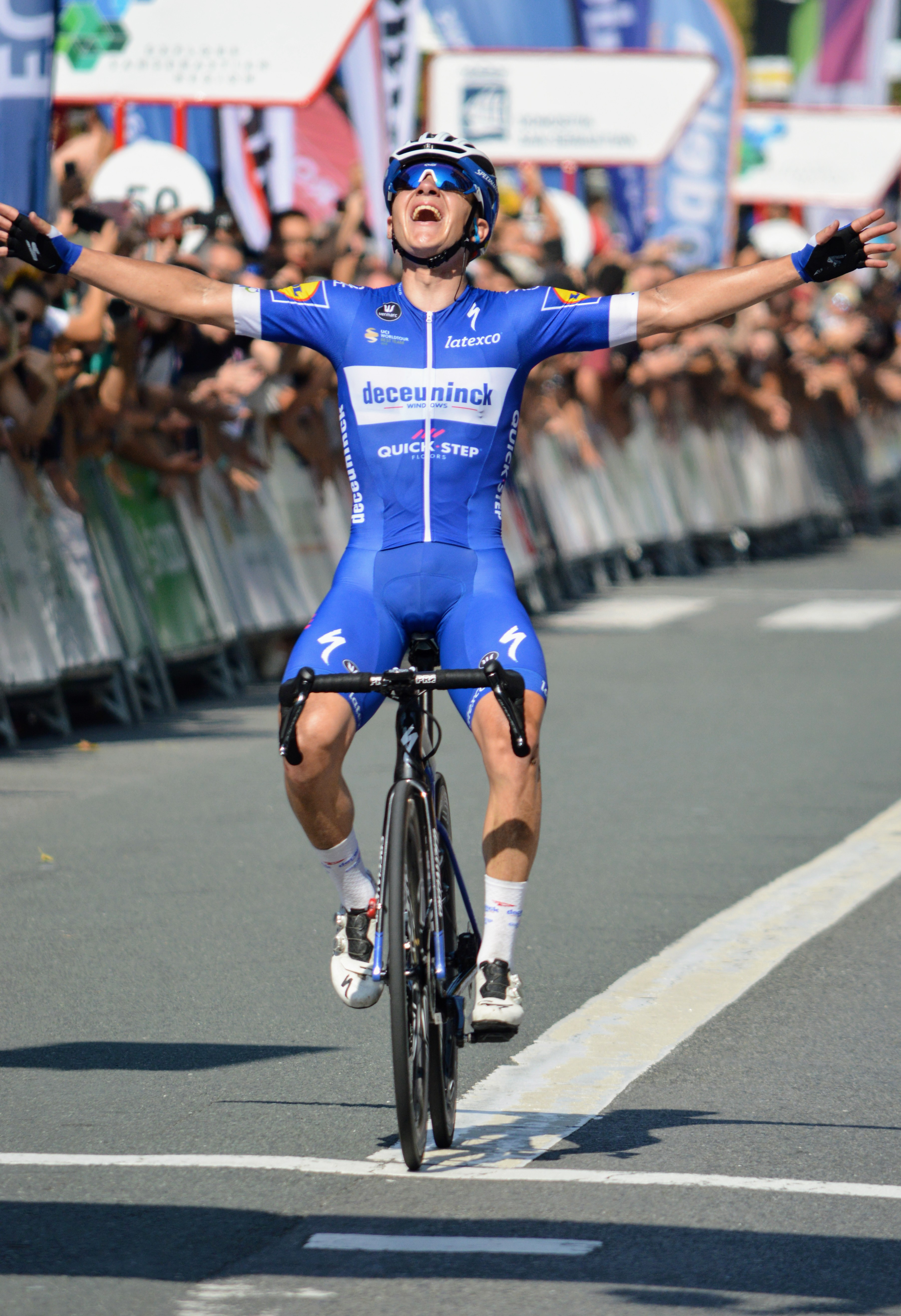
Evenepoel vincitore alla Clásica San Sebastián 2019.

Evenepoel fa il suo debutto da professionista a fine gennaio, correndo la Vuelta a San Juan: nella gara argentina veste la maglia di miglior giovane dalla seconda tappa, coglie il terzo posto nella terza frazione, una cronometro individuale, e conclude infine in nona posizione, miglior giovane. In aprile partecipa al Presidential Cycling Tour of Turkey, che conclude in quarta posizione, mentre il 13 giugno ottiene la prima vittoria da professionista, nella seconda tappa del Giro del Belgio, da Knokke-Heist a Zottegem, imponendosi in solitaria. Tre giorni dopo si aggiudica anche la classifica generale della corsa.
In luglio partecipa alla Adriatica Ionica Race in Italia, dove fa sua la quarta tappa con arrivo sul Monte Quarin a Cormòns (GO) attaccando da lontano, mentre il 3 agosto vince la prestigiosa Clásica San Sebastián con un attacco sul muro finale, a 8 km dall'arrivo, distanziando di 38" il gruppo dei migliori regolato da Greg Van Avermaet. È la sua prima vittoria in una corsa dell'UCI World Tour; diventa inoltre, all'età di 19 anni e 190 giorni, il più giovane vincitore di una gara del World Tour.
L'8 agosto vince il titolo europeo nella prova a cronometro élite svolta ad Alkmaar, diventando il più giovane vincitore di tale corsa. Il 25 settembre 2019 diventa il più giovane medagliato di sempre in una prova mondiale di ciclismo su strada conquistando l'argento alle spalle di Rohan Dennis nella rassegna di Yorkshire 2019. È anche il primo corridore nella storia a conquistare una medaglia tra gli juniores e l'anno successivo tra i professionisti.

### 2020: dalle vittorie all'incidente al Giro di Lombardia
Nel 2020, come l'anno precedente, fa il suo esordio stagionale in Argentina, alla Vuelta a San Juan: vince la terza tappa, una cronometro individuale di 15,5 Km, dominando sugli avversari (alle sue spalle si piazza Filippo Ganna, specialista nelle prove contro il tempo, distanziato di 32"). Nella tappa regina, con arrivo in salita ad Alto Colorado, si difende splendidamente giungendo quinto sul traguardo. Si aggiudica sia la classifica generale, sia la classifica giovani, bissando il successo dell'anno precedente in questa speciale graduatoria.
In febbraio partecipa alla Volta ao Algarve: si impone nella seconda tappa, con arrivo in salita (ad Alto da Fóia), nella quale diviene leader della classifica generale. Giunge terzo nella quarta tappa (arrivo in salita ad Alto do Malhão), dove difende la leadership e l'indomani conquista la tappa conclusiva, la cronometro individuale di Lagoa. Nella manifestazione lusitana si aggiudica sia la classifica generale, sia la classifica giovani.
Dopo la pausa forzata, a causa della pandemia di COVID-19, torna alle corse a fine luglio, partecipando alla Vuelta a Burgos; nella terza tappa, con arrivo in quota a Picón Blanco, stacca tutti i più diretti avversari, conquistando tappa e maglia, maglia che difenderà, consentendogli di aggiudicarsi la classifica generale della manifestazione e portando i successi stagionali a quota sette. Prosegue il suo momento positivo vincendo la quarta tappa e la classifica finale del Giro della Polonia, disputatosi dal 5 al 9 agosto.
Il 15 agosto prende parte al suo primo Giro di Lombardia; pur essendo il più giovane al via, è il grande favorito per la vittoria. Fa lavorare tutta la sua squadra sin da prima del Muro di Sormano: proprio su questa salita, grazie al lavoro di Dries Devenyns, il gruppo si riduce a poche unità. Durante la discesa dal Muro, dopo un attacco di Vincenzo Nibali, per riuscire a ricucire lo svantaggio rimane vittima di una caduta, poiché, sbagliando la traiettoria della curva, urta il muretto di un ponte, precipitando nella scarpata sottostante. Prontamente soccorso, gli viene riscontrata la frattura del bacino e una contusione al polmone destro.

### 2021: il ritorno al Giro d'Italia e le medaglie europee e mondiali

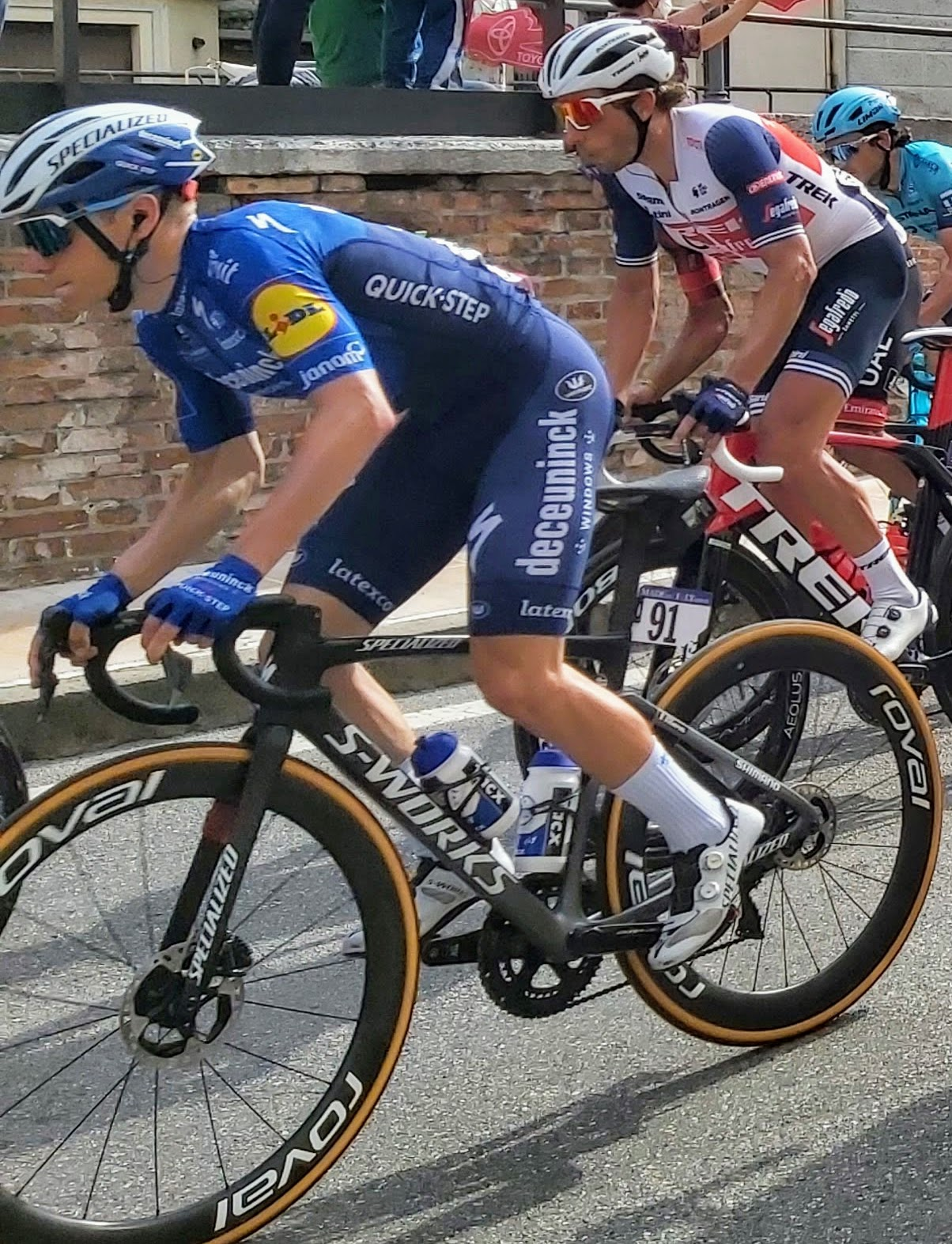
Remco Evenepoel in azione, durante la 13ª tappa Ravenna-Verona del Giro d'Italia 2021.

L'8 maggio, dopo quasi nove mesi di assenza dalle corse, ritorna in gruppo, prendendo parte al Giro d'Italia, con ruolo di capitano della Deceuninck-Quick Step, al pari del compagno portoghese João Almeida. Durante la cronometro iniziale di Torino, si mette subito in luce conquistando il settimo posto e guadagnando secondi sui rivali diretti per la generale. Dopo aver passato le prime 15 tappe nella top-10 della classifica generale, cade durante la 17ª tappa ed è costretto al ritiro. Partecipa al Giro del Belgio, dove vince la seconda tappa e la classifica generale.
Ai campionati nazionali chiude la prova a cronometro al secondo posto e quella in linea al terzo.
Partecipa ai campionati europei di ciclismo, dove ottiene l'argento nella prova in linea e il bronzo nella crono. Partecipa ai mondiali di ciclismo, dove guida insieme a Wout Van Aert l'assalto all'oro. Chiude la prova a cronometro al terzo posto, preceduto da Filippo Ganna e Wout Van Aert, mentre critica le scelte del CT per la prova in linea e litiga con Van Aert. La spedizione belga è considerata un fallimento.

### 2022: Liegi, Vuelta e l'oro mondiale in linea

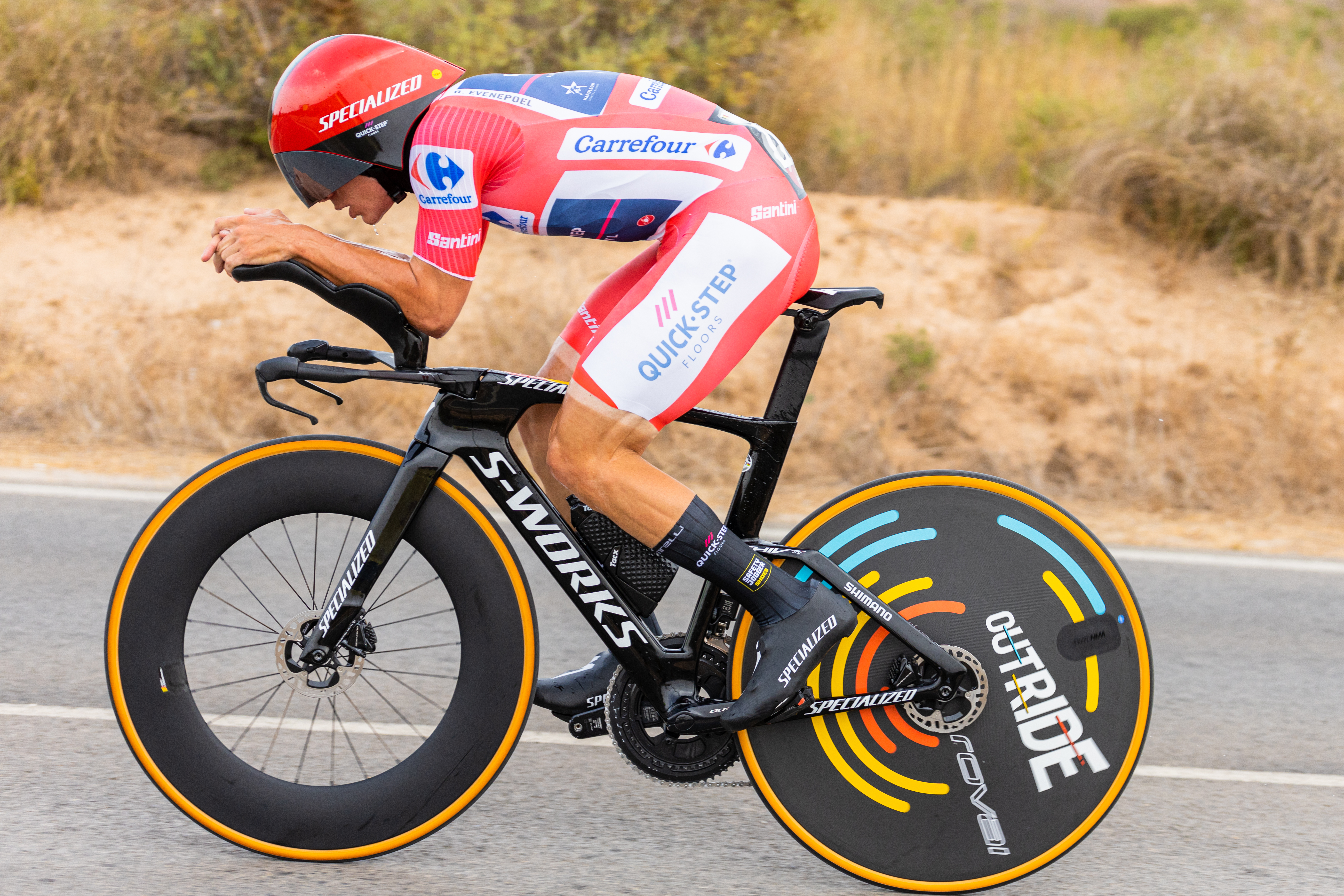
Evenepoel in maglia rossa nella vittoriosa cronometro da Elche ad Alicante alla Vuelta a España 2022.

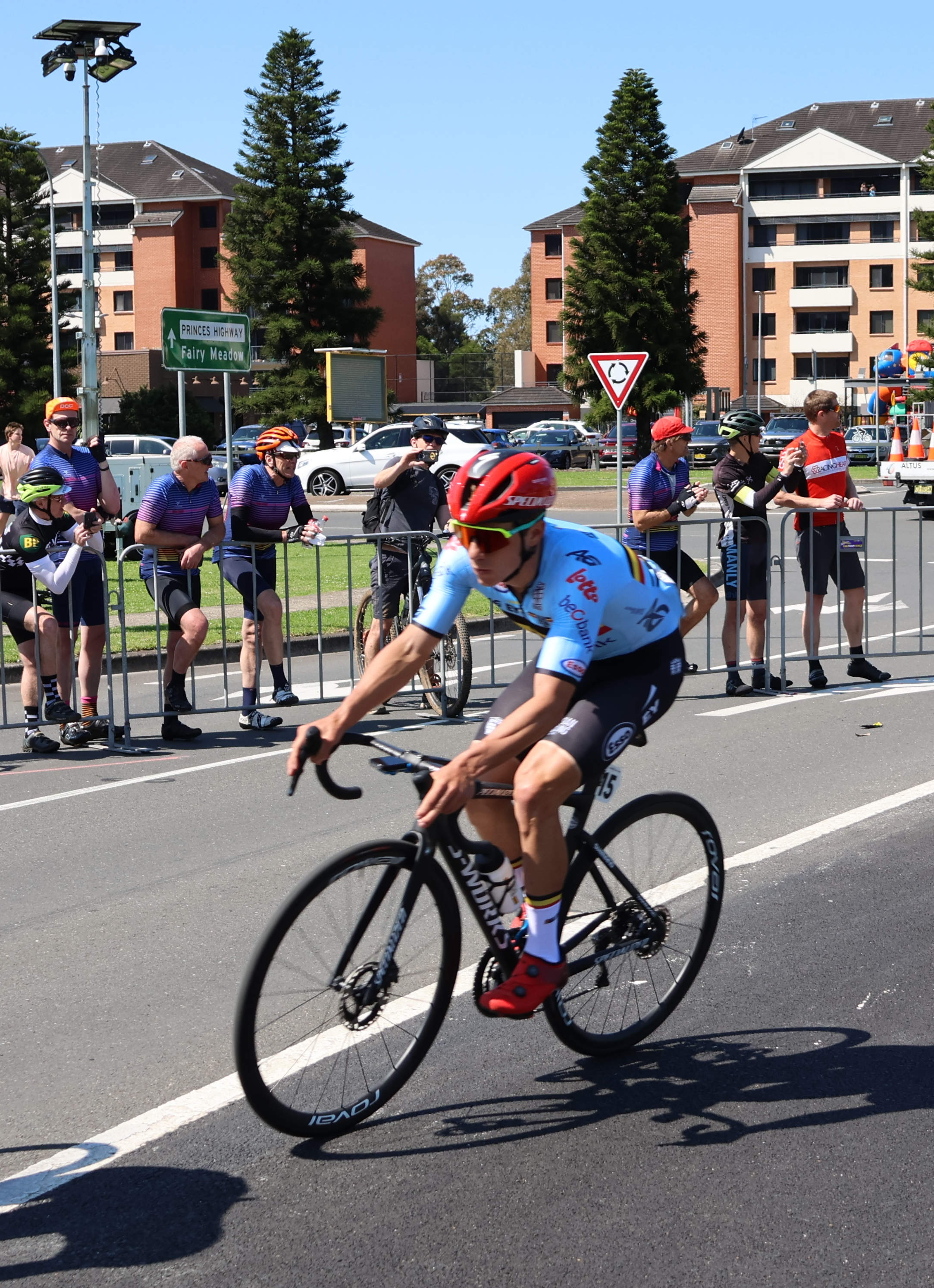
Evenepoel con la maglia della nazionale belga al Mondiale 2022.

Evenepoel apre la stagione 2022 alla Volta a la Comunitat Valenciana: vince la prima tappa, ma riesce a conservare il primato in classifica generale solo fino alla terza frazione, durante la quale è staccato dal corridore della Bora-Hansgrohe Aleksandr Vlasov. Conclude la corsa aggiudicandosi il secondo posto in classifica generale e la classifica giovani. Il 16 Febbraio prende il via alla Volta ao Algarve, puntando al secondo successo dopo la vittoria del 2020. Evenepoel non delude le aspettative della sua squadra: vince la prova a cronometro della quarta frazione staccando di 58 secondi il campione europeo di specialità Stefan Küng. Giunge poi al traguardo della quinta e ultima tappa nel gruppo di testa, assicurandosi il primo posto in classifica generale e la classifica giovani.
Nel mese di marzo Evenepoel apre il suo calendario World Tour presentandosi come capitano della Quick-Step Alpha Vinyl alla Tirreno-Adriatico. Conserva il secondo posto in classifica generale e la maglia di miglior giovane dalla prima alla penultima tappa; giunge però al traguardo di quest'ultima con un ritardo di quattro minuti rispetto al vincitore di tappa Tadej Pogačar e scende all'undicesimo posto della classifica generale, posizione che occupa fino alla fine della competizione. In aprile prende parte al Giro dei Paesi Baschi: durante la quinta tappa riesce a staccare il leader della corsa Primož Roglič e a conquistare il primo posto provvisorio in classifica generale, primato che però perde il giorno seguente durante l'ultima tappa. Conclude la competizione al quarto posto in classifica generale e al primo posto in classifica giovani.
Dopo un sesto posto alla Freccia del Brabante e una Freccia Vallone conclusa lontano dalle prime posizioni, il 24 aprile prende parte per la prima volta alla Liegi-Bastogne-Liegi, vincendola con un attacco a 29 km dalla fine: vince così all'età di 22 anni la sua prima classica monumento. Dopo una grave caduta del compagno di squadra Julian Alaphilippe, Evenepoel assume i ranghi di capitano della sua squadra. La stagione prosegue con tre vittorie di tappa al Tour of Norway otre alla classifica generale. Dopo le vittorie di tappa al Giro di Svizzera, dove si impone nella cronometro individuale e ai Campionati belgi sempre nella prova a cronometro, vince per la seconda volta in carriera la Classica di San Sebastián dominando la corsa con una fuga di oltre 40 Km.
Si presenta così ai nastri di partenza della Vuelta a España, dove ottiene la maglia rossa al termine della sesta tappa. Fa sue la decima tappa, una cronometro con arrivo ad Alicante, e la diciottesima con arrivo a Piornal. Perde nuovamente il suo capitano Alaphilippe nel corso dell'undicesima tappa. Domina di fatto la classifica generale, imponendosi così nella sua prima grande corsa a tappe.
Dopo il terzo posto ottenuto nella prova a cronometro ai Campionati del mondo in Australia, il 25 settembre 2022 vince in solitaria la prova in linea laureandosi così campione del mondo a soli 22 anni, il vincitore più giovane dalla vittoria di Lance Armstrong del 1993. Conferma la propria partecipazione al Giro d'Italia 2023.

### 2023: il bis alla Liegi, il ritiro al Giro d'Italia e l'oro mondiale a cronometro
Inizia la stagione 2023 partecipando all'UAE Tour. Al termine della 3ª tappa diventa leader della corsa, che poi vince. Partecipa alla Volta Ciclista a Catalunya 2023, dove vince la terza tappa con arrivo a La Molina e anche l'ultima con arrivo a Barcellona. Vince nuovamente la Liegi-Bastogne-Liegi per la seconda volta di fila.
Il 6 maggio 2023 vince la prima tappa, a cronometro, del Giro d'Italia 2023, precedendo di 22 secondi Filippo Ganna sul traguardo di Ortona. Vince anche la cronometro con arrivo a Cesena e decide, il giorno dopo, di ritirarsi a causa della sua positività al Covid-19.
Diventa campione nazionale in linea e vince per la terza volta la Classica di San Sebastian. Partecipa ai mondiali di ciclismo, dove vince l'oro nella prova a cronometro. Partecipa alla Vuelta, dove vince la terza tappa e diventando contemporaneamente nuovo leader della classifica generale. Perde la maglia rossa al termine della quinta tappa. Si piazza secondo al termine dell'ottava tappa con arrivo a Xorret de Catí (Costa Blanca), preceduto da Primož Roglič. Si piazza nuovamente secondo al termine della decima tappa, preceduto solo dall'italiano Filippo Ganna. Vince in solitaria la quattordicesima tappa con arrivo a Larra-Belagua e fa sua anche la diciottesima tappa con arrivo a La Cruz de Linares.

### 2024: terzo al Tour, il doppio oro olimpico e il secondo mondiale a cronometro
Inizia la stagione 2024 vincendo la Figueira Champions Classic 2024 con un'azione in solitaria. Partecipa alla Volta ao Algarve 2024, dove si piazza secondo al termine della seconda tappa alle spalle di Daniel Martínez. Vince la quarta tappa, diventando anche leader della classifica generale. Si piazza nuovamente secondo nell'ultima tappa, preceduto solo da Daniel Martínez ma conquistando la classifica generale.
Partecipa alla Parigi-Nizza, dove vince l'ultima tappa e chiude al secondo posto in classifica generale, alle spalle dello statunitense Matteo Jorgenson.
Successivamente prende il via al Giro del Delfinato, dove vince la 4ª tappa e diventa anche leader della classifica generale. Il giorno dopo è coinvolto in una maxi caduta, e il giorno successivo è costretto a cedere il comando della classifica generale al rivale Primož Roglič. Durante la 7ª tappa, sempre a causa dei postumi della caduta, perde ulteriori posizioni in classifica generale, piazzandosi infine settimo nella generale a 2'25" dal vincitore Roglič. Decide quindi di non partecipare alla cronometro dei campionati nazionali.

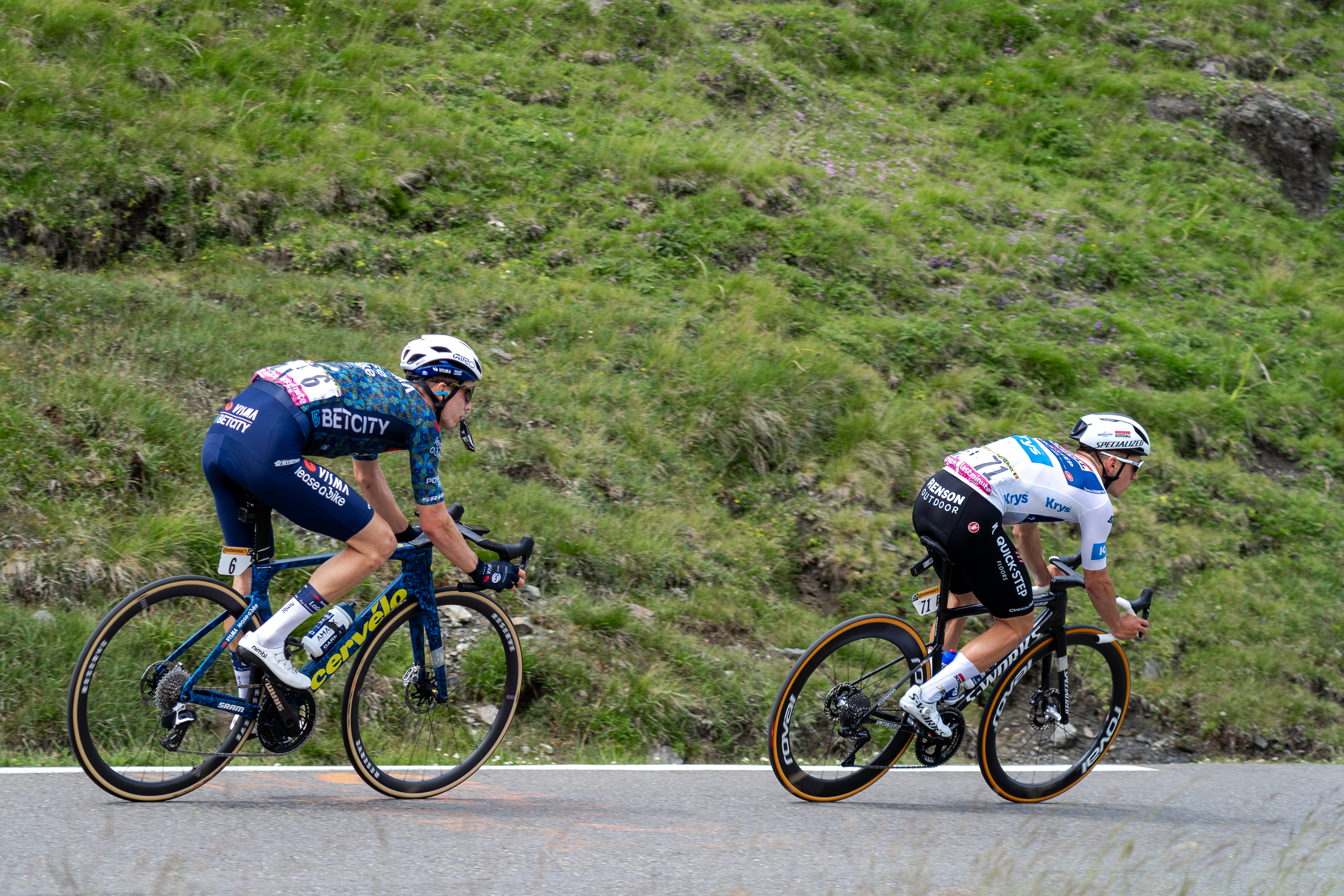
Remco Evenepoel e Bart Lemmen nella discesa del Tourmalet durante la 14ª tappa del Tour de France 2024

Debutta al Tour de France 2024, dove conquista la piazza d'onore già alla quarta tappa, alle spalle di Tadej Pogačar e vince la 7ª tappa, battendo proprio il campione sloveno della UAE. Si piazza al terzo posto al termine dell'11ª tappa, della 14ª tappa, della 15ª tappa e della crono finale, sempre preceduto da Tadej Pogačar e Jonas Vingegaard. Conclude il suo primo Tour conquistando la classifica di miglior giovane e salendo sul 3° gradino del podio nella classifica generale dietro a Pogačar e Vingegaard, con un distacco di 9'18" dal primo in classifica.
Partecipa ai Giochi Olimpici Parigi 2024, dove critica il percorso della prova a cronometro. Conquista l'oro nella prova a cronometro e poi anche in quella in linea, diventando il primo ciclista maschile ad imporsi in entrambe le prove nel corso della medesima edizione.

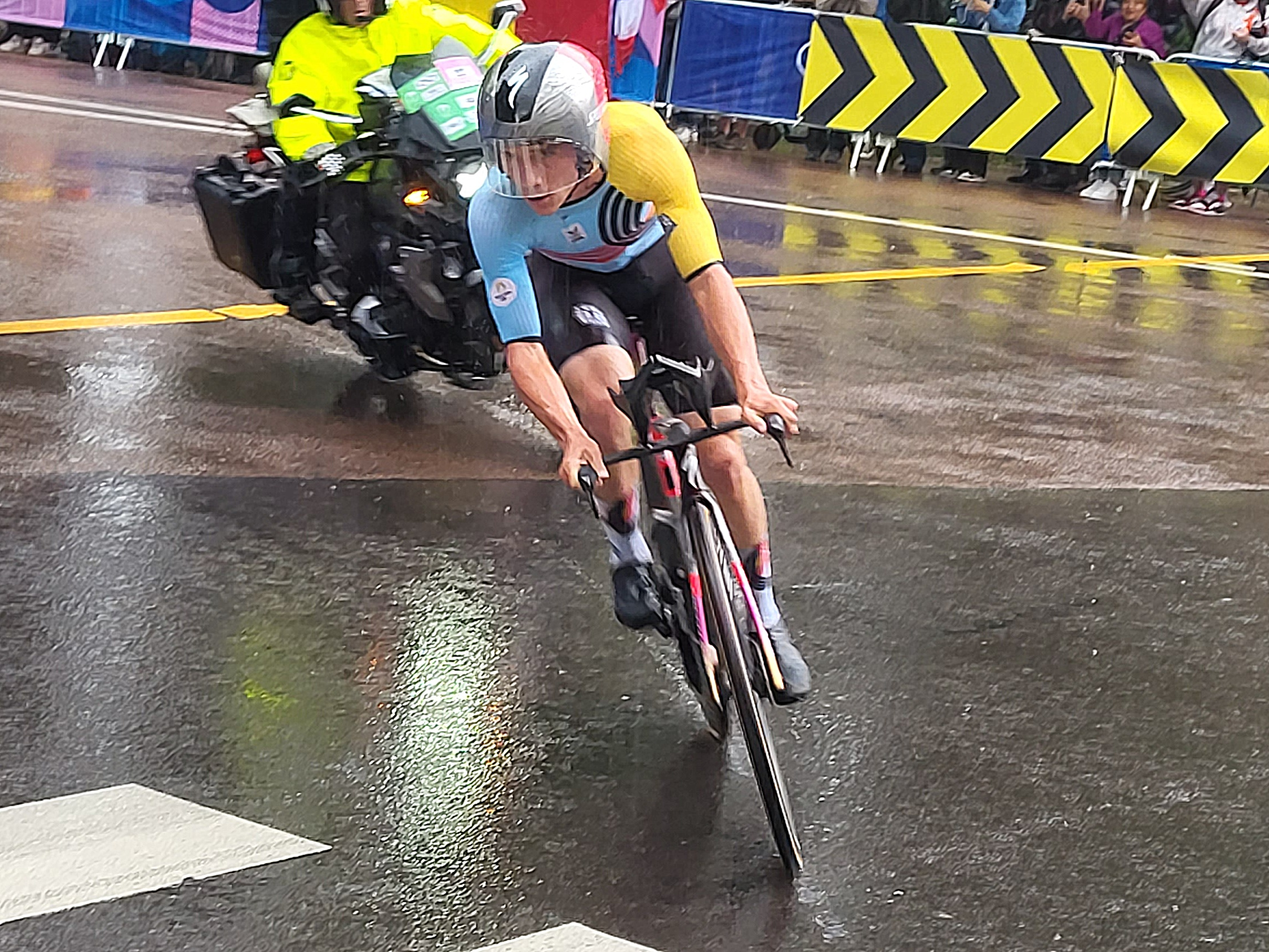
Evenepoel sulla strada per la vittoria alla cronometro olimpica alle Olimpiadi di Parigi 2024

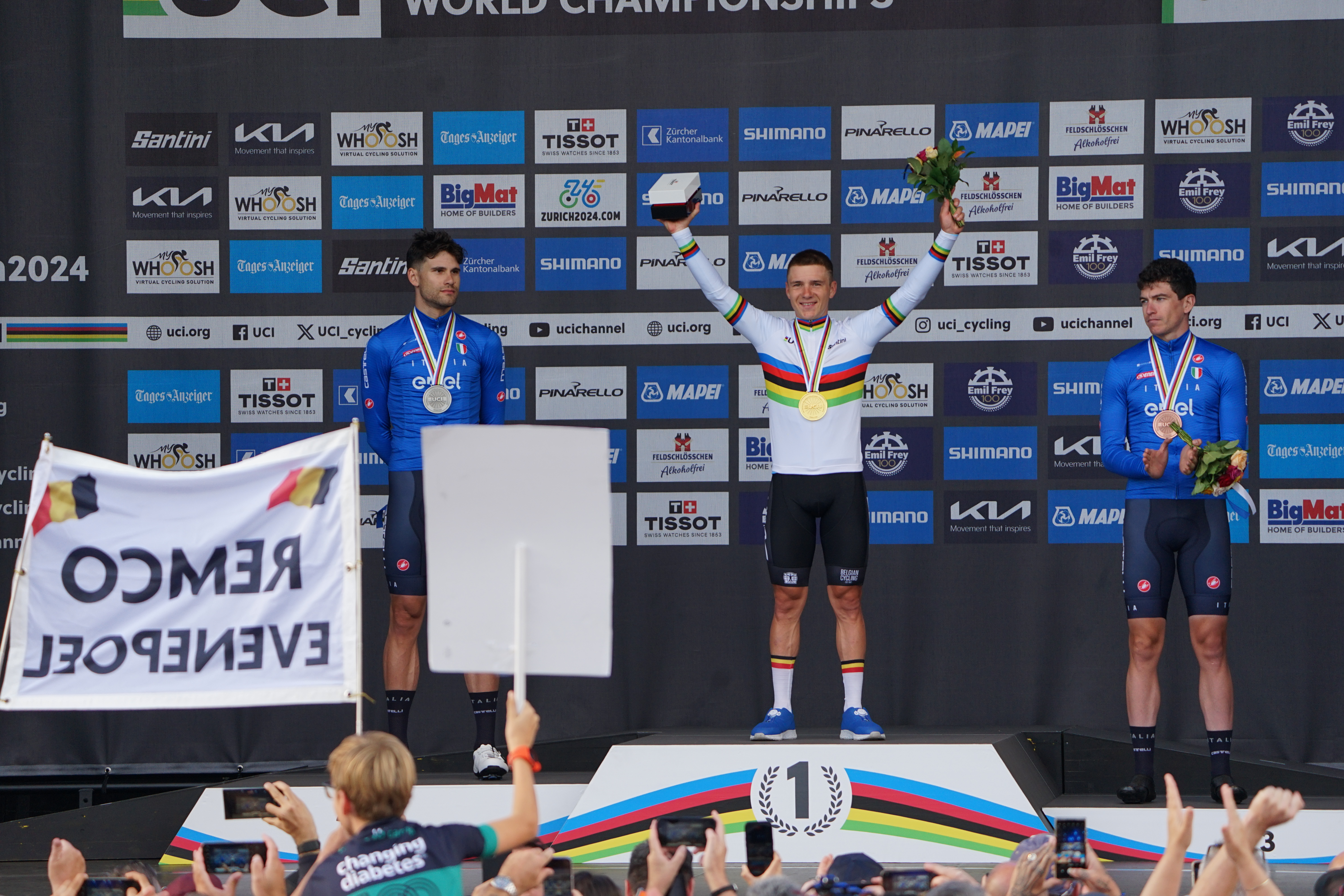
Il podio mondiale della prova a cronometro: Filippo Ganna a sinistra (argento), Remco Evenepoel al centro (oro) e Edoardo Affini a destra (bronzo)

A Settembre prende parte ai mondiali di Zurigo, dove vince l'oro nella prova a cronometro nonostante un guasto meccanico alla partenza. Nel mentre, salta il trasferimento del ciclista belga dalla Soudal-Quick Step alla Red Bull-Bora-Hansgrohe. Chiude la stagione 2024 con il secondo posto al Giro di Lombardia, la corsa dove, nel 2020, ha rischiato di morire.
Il 3 Dicembre è vittima di un grave incidente durante l'allenamento, confermato dal team manager Patrick Lefevere che chiarisce come Remco Evenepoel potrebbe trascorrere «otto settimane senza bicicletta» dopo aver subito fratture multiple nell'incidente di Oetingen, nel Brabante fiammingo.. Viene comunque confermata la presenza del ciclista belga al Giro.

### 2025: La crisi
Il 9 Gennaio torna ad allenarsi e, interpellato dai media, dichiara che l'obiettivo principale della stagione sarà quello di prendere parte ancora una volta al Tour de France, con l'obiettivo di confermare il podio.
Il 14 Aprile annuncia il rientro alle corse, che avviene quattro giorni dopo alla Freccia del Brabante, corsa che vince davanti al connazionale Wout Van Aert.
Partecipa poi al Giro del Delfinato, dove vince la 4ª tappa e sale temporaneamente in testa alla classifica generale, perdendo la leadership della classica al termine della tappa successiva a favore di Tadej Pogačar. Si aggiudica successivamente il titolo nazionale a cronometro. Partecipa al Tour de France 2025, dove cade nel corso della 1ª tappa. Cade ancora nel corso della 3ª tappa. Vince la 5ª tappa, una cronometro con partenza e arrivo a Caen. Perde ancora terreno dai migliori durante la 12ª tappa. Conclude la 13ª tappa, una cronoscalata, al 12° posto, perdendo 2’39” da Tadej Pogacar. Si ritira durante la 14ª tappa. Decide di non partecipare alla Vuelta e di puntare al campionato del mondo.. 
Il 5 Agosto è ufficializzato il suo trasferimento alla Red Bull-Bora-Hansgrohe a partire dalla stagione successiva.

## Palmarès

### Strada
- 2017 (Juniores)

Bollebeek-Asse
3ª tappa Bizkaiko Itzulia (Karrantza > Cuevas de Pozolagua)
2ª tappa, 2ª semitappa Aubel-Thimister-La Gleize (Thimister > Thimister)
Residence Valkenburg Klimclassic Juniors
La Route des Géants
La Philippe Gilbert juniors
Sint - Antelinks
- 2018 (Juniores)

Kuurne-Brussel-Kuurne Juniors
Guido Reybrouck Classic
Campionato Provinciale Vlaams-Brabant, cronometro Juniores
4ª tappa Ster van Zuid-Limburg (Buvingen > Borlo)
Campionati belgi, Prova a cronometro Juniores
2ª tappa Corsa della Pace Juniores (Třebenice > Třebenice, cronometro)
4ª tappa Corsa della Pace Juniores (Benešov > Terezín)
Classifica generale Corsa della Pace Juniores
Campionato Provinciale Vlaams-Brabant, In linea Juniores
1ª tappa Trophée Centre Morbihan (Pontivy > Pontivy)
Classifica generale Trophée Centre Morbihan
Campionati belgi, Prova in linea Juniores
Roosdaal
Arend der Junioren Rekkem
Tour du Condroz-Souvenir Antoine Demoitié
1ª tappa Grand Prix Général Patton (Ettelbruck > Troisvierges)
2ª tappa Grand Prix Général Patton (Munshausen > Munshausen)
Classifica generale Grand Prix Général Patton
Campionati europei, Prova a cronometro Juniores
Campionati europei, Prova in linea Juniores
3ª tappa Aubel-Thimister-Stavelot (Stavelot > Stavelot)
Classifica generale Aubel-Thimister-Stavelot
1ª tappa, 1ª semitappa Giro della Lunigiana (La Spezia > Lerici)
2ª tappa Giro della Lunigiana (Bocca di Magra > Fiumaretta)
4ª tappa Giro della Lunigiana (Carrara > Casano di Luni)
Classifica generale Giro della Lunigiana
Campionati del mondo, Prova a cronometro Juniores
Campionati del mondo, Prova in linea Juniores
Crono delle Nazioni Juniores
- 2019 (Deceuninck-Quick-Step, cinque vittorie)

2ª tappa Giro del Belgio (Knokke-Heist > Zottegem)
Classifica generale Giro del Belgio
3ª tappa Adriatica Ionica Race (Padola > Cormons)
Classica di San Sebastián
Campionati europei, Prova a cronometro
- 2020 (Deceuninck-Quick-Step, nove vittorie)

3ª tappa Vuelta a San Juan (Ullum > Dique Punta Negra, cronometro)
Classifica generale Vuelta a San Juan
2ª tappa Volta ao Algarve (Sagres > Alto da Fóia)
5ª tappa Volta ao Algarve (Lagoa > Lagoa, cronometro)
Classifica generale Volta ao Algarve
3ª tappa Vuelta a Burgos (Sargentes de la Lora > Picón Blanco)
Classifica generale Vuelta a Burgos
4ª tappa Giro di Polonia (Bukowina Resort > Bukowina Tatrzańska)
Classifica generale Giro di Polonia
- 2021 (Deceuninck-Quick-Step, otto vittorie)

2ª tappa Giro del Belgio (Knokke-Heist > Knokke-Heist, cronometro)
Classifica generale Giro del Belgio
3ª tappa Giro di Danimarca (Tønder > Vejle)
5ª tappa Giro di Danimarca (Frederiksberg > Frederiksberg, cronometro)
Classifica generale Giro di Danimarca
Druivenkoers
Brussels Cycling Classic
Coppa Bernocchi
- 2022 (Quick-Step Alpha Vinyl Team, quindici vittorie)

1ª tappa Volta a la Comunitat Valenciana (Les Alqueries > Torralba del Pinar)
4ª tappa Volta ao Algarve (Vila Real de Santo António > Tavira, cronometro)
Classifica generale Volta ao Algarve
Liegi-Bastogne-Liegi
1ª tappa Giro di Norvegia (Bergen > Voss)
3ª tappa Giro di Norvegia (Gol > Stavsro/Gaustatoppen)
5ª tappa Giro di Norvegia (Flekkefjord > Sandnes)
Classifica generale Giro di Norvegia
8ª tappa Giro di Svizzera (Vaduz > Vaduz, cronometro)
Campionati belgi, Prova a cronometro
Classica di San Sebastián
10ª tappa Vuelta a España (Elche > Alicante, cronometro)
18ª tappa Vuelta a España (Trujillo > Alto del Piornal)
Classifica generale Vuelta a España
Campionati del mondo, Prova in linea
- 2023 (Soudal Quick-Step, tredici vittorie)

Classifica generale UAE Tour
3ª tappa Volta Ciclista a Catalunya (Olost > La Molina)
7ª tappa Volta Ciclista a Catalunya (Barcellona > Barcellona)
Liegi-Bastogne-Liegi
1ª tappa Giro d'Italia (Fossacesia Marina > Ortona, cronometro)
9ª tappa Giro d'Italia (Savignano sul Rubicone > Cesena, cronometro)
7ª tappa Giro di Svizzera (Tübach > Weinfelden)
Campionati belgi, Prova in linea
Classica di San Sebastián
Campionati del mondo, Prova a cronometro
3ª tappa Vuelta a España (Súria > Arinsal)
14ª tappa Vuelta a España (Sauveterre-de-Béarn > Larra-Belagua)
18ª tappa Vuelta a España (Pola de Allande > La Cruz de Linares)
- 2024 (Soudal Quick-Step, nove vittorie)

Figueira Champions Classic
4ª tappa Volta ao Algarve (Albufeira > Albufeira, cronometro)
Classifica generale Volta ao Algarve
8ª tappa Parigi-Nizza (Nizza > Nizza)
4ª tappa Giro del Delfinato (Saint-Germain-Laval > Neulise, cronometro)
7ª tappa Tour de France (Nuits-Saint-Georges > Gevrey-Chambertin, cronometro)
Giochi olimpici, Prova a cronometro
Giochi olimpici, Prova in linea
Campionati del mondo, Prova a cronometro
- 2025 (Soudal Quick-Step, cinque vittorie)

Freccia del Brabante
5ª tappa Giro di Romandia (Ginevra > Ginevra, cronometro)
4ª tappa Giro del Delfinato (Charmes-sur-Rhône > Saint-Péray, cronometro)
Campionati belgi, Prova a cronometro
5ª tappa Tour de France (Caen > Caen, cronometro)

#### Altri successi
- 2017 (Juniores)

Classifica a punti Aubel-Thimister-La Gleize
- 2018 (Juniores)

Classifica sprint Corsa della Pace Juniores
Classifica a punti Corsa della Pace Juniores
Classifica scalatori Corsa della Pace Juniores
Classifica a punti Trophée Centre Morbihan
Classifica a punti Grand Prix Général Patton
Classifica scalatori Grand Prix Général Patton
Classifica a punti Aubel-Thimister-Stavelot
Classifica scalatori Aubel-Thimister-Stavelot
Classifica a punti Giro della Lunigiana
Classifica scalatori Giro della Lunigiana
- 2019 (Deceuninck-Quick-Step)

Classifica giovani Vuelta a San Juan
2ª tappa Hammer Stavanger (Stavanger > Stavanger, cronosquadre)
1ª tappa Hammer Sportzone Limburg (Vaals > Drielandenpunt, cronosquadre)
2ª tappa Hammer Sportzone Limburg (Sittard-Geleen > Sittard-Geleen, cronosquadre)
Classifica generale Hammer Sportzone Limburg
Classifica a punti Giro del Belgio
Criterium van Aalst
Criterium van Putte
Herfstcriterium Oostrozebeke
- 2020 (Deceuninck-Quick-Step)

Classifica giovani Vuelta a San Juan
Classifica giovani Volta ao Algarve
Classifica giovani Vuelta a Burgos
- 2021 (Deceuninck-Quick-Step)

Classifica giovani Giro di Danimarca
- 2022 (Quick-Step Alpha Vinyl Team)

Classifica giovani Volta a la Comunitat Valenciana
Classifica giovani Volta ao Algarve
Classifica giovani Giro dei Paesi Baschi
Classifica giovani Giro di Norvegia
Gullegem Koerse
Classifica giovani Vuelta a España
- 2023 (Soudal Quick-Step)

2ª tappa UAE Tour (Khalifa Port > Khalifa Port, cronosquadre)
Classifica giovani UAE Tour
Classifica giovani Volta Ciclista a Catalunya
Classifica scalatori Volta Ciclista a Catalunya
Classifica scalatori Vuelta a España
Premio della combattività Vuelta a España
- 2024 (Soudal Quick-Step)

Classifica a punti Parigi-Nizza
Classifica scalatori Parigi-Nizza
Classifica giovani Tour de France

## Piazzamenti

### Grandi Giri
- Giro d'Italia

2021: non partito (18ª tappa)
2023: non partito (10ª tappa)
- Tour de France

2024: 3º
2025: ritirato (14ª tappa)
- Vuelta a España

2022: vincitore
2023: 12º

### Classiche monumento
- Liegi-Bastogne-Liegi

2022: vincitore
2023: vincitore
2025: 59°
- Giro di Lombardia

2020: ritirato
2021: 19º
2023: 9º
2024: 2°

### Competizioni mondiali
- Campionati del mondo

Bergen 2017 - In linea Junior: ritirato
Innsbruck 2018 - Cronometro Juniores: vincitore
Innsbruck 2018 - In linea Junior: vincitore
Yorkshire 2019 - Cronometro Elite: 2º
Yorkshire 2019 - In linea Elite: ritirato
Fiandre 2021 - Cronometro Elite: 3º
Fiandre 2021 - In linea Elite: 62º
Wollongong 2022 - Cronometro Elite: 3º
Wollongong 2022 - In linea Elite: vincitore
Glasgow 2023 - In linea Elite: 25°
Glasgow 2023 - Cronometro Elite: vincitore
Zurigo 2024 - Cronometro Elite: vincitore
Zurigo 2024 - In linea Elite: 5°
- Giochi olimpici

Tokyo 2020 - In linea: 49º
Tokyo 2020 - Cronometro: 9º
Parigi 2024 - Cronometro: vincitore
Parigi 2024 - In linea: vincitore

### Competizioni europee
- Campionati europei

Brno 2018 - In linea Junior: vincitore
Brno 2018 - Cronometro Junior: vincitore
Alkmaar 2019 - Cronometro Elite: vincitore
Trento 2021 - Cronometro Elite: 3º
Trento 2021 - In linea Elite: 2º

## Riconoscimenti
- Bicicletta di cristallo - Miglior giovane ciclista nel 2018[135]
- Talento belga promettente dell'anno nel 2018[136]
- Sportivo belga dell'anno nel 2019[137]
- Bicicletta di cristallo - Miglior ciclista professionista nel 2019[138], 2022[139]
- Trofeo Flandrien nel 2022[140]
- Premio nazionale belga al merito sportivo nel 2022[141]
- Vélo d'Or nel 2022[142]
- Vlaamse Reus nel 2022[143]

Una statua sul monte Fóia, in Portogallo, è stata realizzata sulla base della vittoria di Evenepoel nella seconda tappa della Volta ao Algarve 2020